# ISO 27000
ISO/IEC 27000 je družina mednarodnih standardov za upravljanje informacijske varnosti (znana tudi pod imenom 'ISMS Family of Standards' ali 'ISO27k'), ki jih je objavil en:International Organization for Standardization (ISO) v sodelovanju z en:International Electrotechnical Commission (IEC).
Vsebuje priporočila in nasvete za pomoč pri zaščiti zaupnosti, integritete in dosegljivosti informacij kot so bančni računi, podatki zdravstva, vse oblike intelektualne lastnine,itd.
Področje uporabe je obsežno in ne zajema samo zasebnosti, zaupnosti ali vprašanj o tehnoloških varnosti. Prav tako je primerno za združbe različnih velikosti in oblik, katere je treba spodbujati, da ocenijo tveganje informacijske varnosti in izvajajo nadzor kjer je to potrebno, s pomočjo nasvetov in priporočil zapisanih v standardih ISO 27000. Zaradi dinamičnega razvoja informacijske varnosti ISMS družina zbira povratne informacije ter izboljšuje in nadgrajuje zahteve.  
Trenutno so javno objavljeni štirje standardi, medtem ko jih je še nekaj v razvoju.

## Objavljeni standardi
- en:ISO/IEC 27001 - specifikacija Information Security Management System-a (en:ISMS), ki je zamenjala predhodni BS7799-2 standard
- en:ISO/IEC 27002 - kodeks prakse, predhodno znan kot ISO 17799 in BS 7799
- en:ISO/IEC 27005 - upravljanje tveganja ISMS
- en:ISO/IEC 27006 - digitalni certifikati in registracija

## V pripravi
- ISO/IEC 27000 - uvod in pregled ISMS družine standardov
- ISO/IEC 27003 - pomoč pri načrotvanju implementacije ISMS
- ISO/IEC 27004 - standard meritev ISMS za izboljšanje učinkovitosti
- ISO/IEC 27007 - revidiranje ISMS
- ISO/IEC 27008 - revidiranje varnostnega nadzora
- ISO/IEC 27011 - informacijska varnost v telekomunikacijah
- ISO/IEC 27031 - standard poslovne kontuitete
- ISO/IEC 27032 - kibernetska varnost
- ISO/IEC 27034 - aplikacijska varnost

V pripravi je še nekaj standardov, ki zgoraj niso navedeni.